# Francisco Ramonet Xaraba del Castillo
Francisco Ramonet Xaraba del Castillo [també apareix com Jaraba i Xarava] (Valladolid, 10 de juny de 1774 - Madrid, 21 de setembre de 1844) va ser un polític liberal i militar espanyol, que va aconseguir a ser ministre durant el setè gabinet de la regència de María Cristina en nom de la seva filla, Isabell II, així com Mariscal de Camp.
El seu pare era un militar originari de l'Urgell, es va casar en 1820 amb María Jesús Núñez de Prado, natural de la província de Sevilla i amb considerables propietats agrícoles i ramaderes. Va tenir dos fills, dels quals l'home va seguir la carrera militar.
Va ingressar en l'exèrcit en 1793, en el Regiment de Dragons de la Reina. i va aconseguir el grau de tinent coronel de cavalleria poc abans d'iniciar-se la guerra del francès, en la qual va participar activament a Andalusia. Durant el conflicte va aconseguir el grau de coronel. Va arribar a ser comandant en cap de la cavalleria del sisè exèrcit espanyol.
La seva activitat política s'inicia com a diputat a Corts per Valladolid (1820-1822) fins al seu nomenament com a cap polític a la província de Sevilla. En aquest temps es va produir l'entrada a Espanya dels Cent Mil Fills de Sant Lluís i, ja com brigadier, es va unir als constitucionalistes dins del Tercer Exèrcit. Amb el fracàs del Trienni Liberal i el restabliment de l'absolutisme per Ferran VII (1823), va romandre pres uns anys i separat de l'exèrcit.
En 1833 va ascendir a mariscal de camp i va ser condecorat amb la Gran Creu de Sant Hermenegild. Mort Ferran VII, va ser nomenat membre del Tribunal Suprem de Guerra i Marina. Gràcies a la seva lleialtat a Maria Cristina i Isabel II enfront de les pretensions dels carlistes que reclamaven el tron, va ocupar el lloc de ministre de Guerra en substitució d'Ignasi Balanzat d'Orvay i Briones i sota la presidència de Eusebio de Bardaxí y de Azara durant el setè gabinet de la regència (finals de 1837). Finalment va ser escollit senador per Valladolid (1837-1838, 1838-1839, 1839, 1840).
Va publicar en 1833 la seva traducció del francès de l'obra d'Antoine-Henri Jomini, Descripción analítica de las combinaciones más importantes de la guerra, y de su relación con la política de los Estados ; para que sirva de introducción al tratado de las grandes operaciones militares.